# Heliothis charmione
Heliothis charmione is een vlinder uit de familie uilen (Noctuidae). De wetenschappelijke naam van deze soort is voor het eerst geldig gepubliceerd in 1790 door Stoll.
De soort komt voor in tropisch Afrika.